# ویژگی‌های نهادین و بیرونی
ویژگی‌های نهادین و بیرونی (به انگلیسی: Intrinsic and extrinsic properties)، ویژگی خودِ یک سیستم یا یک ماده، یا درون آن است. ویژگی‌های نهادین یا خواص ذاتی مستقل از مقدار مواد موجود و نیز مستقل از شکل ماده‌اند؛ مانند قطعهٔ بزرگی یا چند ذرهٔ کوچک از ذرات یک ماده. ویژگی‌های نهادین به‌طور کلی عمدتاً به ترکیب شیمیایی و/یا ساختار ماده بستگی دارند.
ویژگی یا خاصیتی که اساسی یا نهادی و جدا نشدنی نباشد امری بیرونی؛ (دارای مبدأ خارجی extrinsic)، است. به عنوان مثال، چگالی یک ویژگی ذاتی در هر جسم فیزیکی است، در حالی که وزن یک ویژگی بیرونی است؛ که بسته به میزان نیروی میدان گرانشی که جسم مورد نظر در آن قرار می‌گیرد، متفاوت است.
در زیست‌شناسی، اثرات ذاتی از درون جاندار یا یاخته، از جمله بیماری‌های خودایمنی یا خودایمنی ایجاد می‌شود.